# Proceratium cubanum
Proceratium cubanum (лат.) — вид мелких муравьёв из подсемейства Proceratiinae (Formicidae). Эндемики Кубы.

## Распространение
Куба (Северная Америка).

## Описание
Мелкие муравьи с загнутым вниз и вперёд кончиком брюшком (длина рабочих 2,96—3,00 мм; длина глаз составляет 0,04—0,09 мм). От близких видов отличается следующими признаками: постпетиоль примерно равен 1/2 от длины первого брюшного тергита; верх проподеума покрыт и длинными и короткими волосками; киль на проподеуме не развит. Средние голени без гребенчатых шпор. Нижнечелюстные щупики 3-члениковые, нижнегубные щупики состоят из 2 сегментов. Окраска коричневая. Предположительно, как и другие близкие виды охотятся на яйца пауков и других членистоногих.

## Классификация
Относится к группе видов из клады Proceratium micrommatum, наиболее близок к видам Proceratium poinari и Proceratium taino.